# Novo Horizonte (San Paolo)
Novo Horizonte è un comune del Brasile nello Stato di San Paolo, parte della mesoregione di São José do Rio Preto e della microregione di Novo Horizonte.